# Distretto di Hineboune
Il distretto di Hineboune è uno dei nove distretti (mueang) della provincia di Khammouan, nel Laos. Ha come capoluogo la città di Hineboune.